# 米格爾·安赫爾·洛佩斯
米格爾·安赫爾·洛佩斯（西班牙語：Miguel Ángel López，1988年7月3日—）是一名西班牙田徑運動員，主攻20公里競走項目。他曾獲得2015年世界田徑錦標賽男子20公里競走冠軍。

## 外部連結
- 米格爾·安赫爾·洛佩斯在的頁面